# Col·legi Japonès de Barcelona
El Col·legi Japonès de Barcelona (バルセロナ日本人学校 Baruserona Nihonjin Gakkō en japonès) és un col·legi japonès internacional de Sant Cugat del Vallès, situat uns 10 quilòmetres al nord-est del centre de Barcelona. Diverses famílies japoneses viuen al llarg de la ruta de l'autobús d'aquesta escola.
És una escola japonesa a temps parcial. A partir de 2009 la majoria dels estudiants són fills de treballadors temporals japonesos. Les edats dels estudiants van dels 5 als 15 anys. El 2012 el col·legi tenia 60 alumnes.
L'Escola d'Educació Japonesa de Barcelona, una escola japonesa d'activitats extraescolars, també fa les classes a l'edifici del Col·legi Japonès de Barcelona.